# 張嵿 (隆慶進士)
張嵿（1526年—1591年），字子謙，號斗陽，江西建昌府南城縣人，明朝政治人物。

## 生平
嘉靖三十一年（1552年）壬子科江西鄉試第十名舉人，隆慶二年（1568年）戊辰科三甲第三十七名進士。吏部觀政，授上海縣知縣，四年（1570年）應天巡撫海瑞委託松江府同知黃成樂、上海縣知縣張嵿，開濬王渡起至宋家港的水渠，適逢當年饑災，工程不到兩個月完成，百姓得以藉助此渠維生，以考察謫眉州判官，萬曆元年（1573年）升保寧府蒼溪縣知縣，調應城縣知縣，遷順天府推官，改大理寺評事，遷工部營繕司主事，升員外郎、屯田司郎中，以考察降調，起補河南布政使司理問，升蘇州府通判，萬曆十九年（1591年）卒於官。

## 家族
曾祖張文獻；祖父張復，贈南京兵馬司副指揮；父張忠，號前山，松江府通判。前母吳氏（封孺人）；母黃氏（封安人）。永感下。兄張巖、張崶、張巋、張岌。